# General Rafael Buelna International Airport
General Rafael Buelna International Airport är en flygplats i Mexiko.   Den ligger i kommunen Mazatlán och delstaten Sinaloa, i den centrala delen av landet, 800 km nordväst om huvudstaden Mexico City. General Rafael Buelna International Airport ligger 11 meter över havet.
Terrängen runt General Rafael Buelna International Airport är platt, och sluttar söderut. Runt General Rafael Buelna International Airport är det ganska tätbefolkat, med 139 invånare per kvadratkilometer. Närmaste större samhälle är Mazatlán, 16,4 km nordväst om General Rafael Buelna International Airport. Omgivningarna runt General Rafael Buelna International Airport är en mosaik av jordbruksmark och naturlig växtlighet.